# Vang Anši
Vang Anši (kitajščina: 王安石; pinjin: Wang Anshi), kitajski ekonomist, državnik in pesnik, * 8. december 1021, Linčuan, provinca Džjangši, Kitajska, † 21. maj 1086, Nanking, provinca Džjangši.
Najbolj znan je po ekonomskih reformah za spodbujanje trgovine, industrije in poljedelstva v obdobju dinastije (Severni) Song pod vladavino cesarja Šendzonga. 
Verjel je, da blaginja države temelji na kvaliteti življenja njenih prebivalcev. Uvedel je denarno reformo, zbiranje davkov, sistem javnih del, odpravil monopole, reguliral cene, sklenil kolektivne pogodbe za plače, uvedel socialno, pokojninsko in zdravstveno varstvo, reformiral šolstvo, sistem izpitov, obrambo, itd. Njegovim reformam je nasprotovala struja konzervativcev, ki ga je oblatila pred cesarjem Šendzongom in po smrti cesarja leta 1085 odpravila večino njegovih reform. 

## Življenje in delo
Obdobje dinastije Song v 11. stoletju je bilo obdobje ekonomske rasti, ene največjih v dotedanji svetovni zgodovini. Ker cesarska oblast ni sledila družbenim spremembam, je prihajalo do pogostih ekonomskih kriz, razvrednotenja denarja, družbene polarizacije, pretirane obremenitve nižjega in srednjega sloja ter birokratizacije. V obdobju dinastije Song se je v primerjavi s preteklimi dinastijami tudi najbolj izpopolnil in razmahnil sistem cesarskih izpitov, ki je zagotavljal šolane uradnike po meritokratskih načelih: najsposobnejši so zavzemali najvišja mesta v državni upravi (na veliko nejevoljo dvornih privilegirancev kot so bili evnuhi in veleposestniki). 
Vang Anši je bil en teh novih uradnikov. Izhajal iz družine nižjih uradnikov in je že zgodaj pokazal svojo nadarjenost za učenje in upravljanje. V starosti 21 let je že opravil cesarski izpit, po uspehu je bil četrti, kar mu je omogočilo službovanje na cesarskem dvoru. Sprva je dve desetletji služil v provincah na jugu, kjer je vpeljeval svoje ekonomske reforme, ki bi jih kasneje uporabil za ekonomsko reformo celotnega cesarstva. Iz dolgoletnih izkušenj upravljanja na lokalni ravni je razvil ekonomsko teorijo, v kateri je predpostavil, da sta moč in bogastvo cesarstva odvisna od kvalitete življenja prebivalcev cesarstva, tj. od kmetov, delavcev, inženirjev, trgovcev, itd. V primerjavi s konfucijanci so bili njegovi pogledi na družbeno stvarnost pragmatični in realistični. Bolj kot klasike bi se morali učiti osnove znanosti in tehnologije (politehnika). Vse te novotarije pa so naletele na izrazito neodobravanje med privilegiranimi veleposestniki, ki jih je znatno obdavčil, in konfucijanskimi konzervativci, ki so menili, da ruši naravni/nebeški red.

### Gospodarske reforme
Po opravljenem delu kot uradnik lokalne uprave je Vang sklenil, da je neomejeno širjenje posesti veleposestnikov na račun manjših in revnejših kmetov ter javnih površin oslabila gospodarstvo. Leta 1058 je Vang poslal cesarju Rendzongu (1022-63) svoje delo Deset tisoč besednih spomenikov s predlogi družbenih, političnih in ekonomskih reform, ki je predvidevalo kontrolo cen, obdavčitev veleposestnikov, reformo cesarskih izpitov in mikroposojila za kmete. Cesar in konfucijanski ministri nad delom niso bili posebno navdušeni. Vang je trdil, da bi bilo treba usposobiti in zaposliti boljše uradnike s sposobnostmi iz znanji primernimi času, ne pa z znanji konfucijanskih klasikov. Kljub temu je na cesarja napravil vtis in ga je vključil v svoje svetovalno telo. Res vpliven pa je postal šele po smrti cesarja Renzonga leta 1063. V kratkem medvladju cesarja Jingdzonga ni dosegel ničesar, ga pa je zato v ministrsko ekipo vključil naslednji cesar Šendzong (1067-85), ki mu je dal izvršilna kanclerska pooblastila. Poleg novega cesarja je užival tudi podporo visokega uradnika in učenjaka Šen Kuoja, tako da s svojimi pogledi na dvoru ni bil osamljen.
Z imenovanjem leta 1069 je Vang začel svoj večplasten program reform, ki je temeljil na fiskalnih ukrepih. Trdi je, da so za povečanje gospodarske rasti in zdravo državno gospodarstvo potrebni ne le gospodarski ukrepi, temveč tudi finančna vlaganja, s čimer bi imeli dolgoročno korist tako vlada kot ljudje. Skladno s tem je najprej ustvaril sklad za kmetijska posojila za manjše kmete, odkupil njihove dolgove in jih tako rešil oderuških posojil veleposestnikov. Da bi spodbudili dinamično denarno gospodarstvo in zadostili povpraševanju, ki ga je ustvarilo razširjeno državno financiranje, je v gospodarstvo tudi vračal več denarja.
Dva ukrepa pa sta pri konzervativcih povzročila še večji odpor in nemir, to sta bila višina davka, ki je bila sorazmerna s premoženjem, in sistem, pri katerem je vlada dobila večjo vlogo pri trgovini. Uradnikom je bilo dovoljeno zaobiti veleposestniške monopole in kupovati blago po najugodnejših tržnih cenah in na najbolj primernem trgu. Druga področja reform so vključevali vzpostavitev sistema milic za vaško policijo in za okrepitev vojaških rezerv, ustanovitev direktorata za obrambo, vzpostavitev sistema zdravstvenega in socialnega varstva ter pokojninskega sklada, ki se je financiral iz dajatev vseh družin. Vang je tudi reorganiziral akademijo Hanlin, na kateri so se opravljali cesarski izpiti. Poznavanje kitajskih konfucijanskih klasikov je zanemaril in poudaril strokovne tečaje v pravu, upravi, medicini in vojaški znanosti, prestrukturiral preglede civilnih služb pri razpravah o politiki in razlagi petih klasikov, pri čemer je odpravil predhodno zahtevano kratko recitiranje klasike in poezije. Vladne uradnike je postavil pod strožji nadzor in zagotovil spodbude za napredovanje.

### Reakcija konzervativcev
Vang Anšijevi ekonomski ukrepi so vezali nase nezadovoljstvo prejšnjih priviligirancev in pa konfucijanskih konzervativcev, med katerimi so izstopali visoki dvorni uradniki in učenjaki Sima Guang, Su Dongpo in Čujang Šju, ki so mu nasprotovali z vidika tradicije. Naraščajoče nezadovoljstvo z nekaterimi reformnimi ukrepi in katastrofalna lakota na severu, zaradi katere kmetje niso bili sposobni vračati kratkoročnih posojil, sta okrepila stališče konzervativcev proti Vangu. Njegov ponos je bil ranjen in leta 1074 je zaradi pritiska odstopil, da bi se vrnil naslednje leto, vendar z manjšo politično močjo. Še vedno je užival cesarjevo podporo, ne pa tudi ostalega dvora, na katerem je imela cesarica-vdova zaslombo konzervativcev. Ker ni mogel pridobiti dovolj širokega sodelovanja visokih uradnikov in zaradi brezvestnih ali nesposobnih ljudi v nižji birokraciji, sta bila Vang in njegova politika obsojena na zaton. Ta frustracija, skupaj s smrtjo svojega sina, je mučila Vanga do trenutka, ko se je upokojil konec leta 1076. V upokojitvi je živel preprosto, umaknjeno življenje, nadaljeval s svojimi literarnimi in znanstvenimi prizadevanji, večinoma se je posvečal pisanju in pesništvu. Okvir reform je ostal pretežno nedotaknjen do cesarjeve smrti v 1085/86, ko je protireformna politika odpravila večino njegovih reform. Umrl leta 1086.